# Setellia fascipennis
Setellia fascipennis är en tvåvingeart som först beskrevs av Christian Rudolph Wilhelm Wiedemann 1830.  Setellia fascipennis ingår i släktet Setellia och familjen Richardiidae. Inga underarter finns listade i Catalogue of Life.